# DTU Bibliotek
DTU Bibliotek (tidligere Danmarks Tekniske Bibliotek, Danmarks Tekniske Videncenter og Danmarks Tekniske Informationscenter) er et dansk forskningsbibliotek, der er tilknyttet Danmarks Tekniske Universitet i Kgs. Lyngby. Det blev grundlagt i 1942, og tjener som bibliotek for universitetets ansatte og studerende.

## Historie
Biblioteket blev grundlagt den 10. september 1942 under navnet Danmarks Tekniske Bibliotek, med samlingerne fra Industriforeningens Bibliotek, Dansk Ingeniørforenings bogsamling, Universitetsbibliotekets tekniske litteratur og Den Tekniske Forenings bogsamling. Det lå oprindeligt på Øster Voldgade sammen med det daværende Den Polytekniske Læreanstalt Danmarks Tekniske Universitet.
Da Polyteknisk Læreanstalt flyttede til Lundtoftesletten i omkring 1970 blev biblioteket flyttet med, men i 12 år efter flytningen var der fortsat en mindre afdeling i København, indtil det endeligt blev slået sammen på DTU i 1983.
Ved årsskiftet 1994/1995 skiftede biblioteket navn til Danmarks Tekniske Videncenter og Bibliotek. I 2008 blev navnet ændret til  Danmarks Tekniske Informationscenter.
Da DTU fusionerede med Ingeniørhøjskolen i København i 2013 blev Københavns Tekniske Bibliotek lagt sammen med DTU Bibliotek.
I 2021 blev digitaliseringer af nogle hundrede ældre tekniske bøger gjort tilgængelig fra hjemmesiden Danmarks Tekniske Kulturarv.